# Anne Sofie von Otter
Anne Sofie von Otter, née le 9 mai 1955 à Stockholm, est une mezzo-soprano suédoise.

## Biographie
Son père, Göran von Otter, est diplomate et elle grandit à Bonn, Londres et Stockholm.
Elle commence ses études à Stockholm où elle étudie à l’École royale supérieure de musique, poursuit sa formation auprès de Vera Rozsa　à la Guildhall School of Music and Drama de Londres et débute en 1982 au sein de la troupe de l'opéra de Bâle. Son premier rôle important est celui d'Alcina dans Orlando paladino de Joseph Haydn. Elle chante dans La finta giardiniera de Wolfgang Amadeus Mozart au Festival d'Aix-en-Provence en 1983.
Elle chante pour la première fois au Royal Opera House de Londres en 1985, à La Scala de Milan en 1987 et, l'année suivante, au Metropolitan Opera de New York dans le rôle de Cherubino des Les Noces de Figaro de Mozart. En 1990, elle est Marguerite dans La Damnation de Faust sous la direction de John Eliot Gardiner, rôle qu'elle reprend en 1995 sous la direction de Myung-Whun Chung. Sa voix, et sur scène sa grande taille, la portent naturellement à endosser des rôles de travestis, de jeunes hommes ou de héros, comme le rôle-titre dans l'opéra Ariodante de Haendel qu'elle enregistre, sous la direction de Marc Minkowski pour le label Archiv Produktion en 1999 (Diapason d'Or).
Elle entame ensuite une grande carrière internationale où les opéras de Gluck, Mozart et Strauss, prédominants dans son répertoire, ne l'empêchent pas de chanter plusieurs rôles dans des opéras baroques de Monteverdi, Haendel, et Purcell. Elle donne également des récitals de mélodies dans le monde entier.
Son enregistrement des mélodies de Grieg pour le label Deutsche Grammophon en 1993 remporte le Gramophone du meilleur disque de l'année.
En 2001, elle collabore avec l'auteur-compositeur Elvis Costello sur l'album For the Stars.
En 2006, elle sort l'album I let the Music Speak, qui reprend des compositions de Benny Andersson du groupe Abba.
En 2010, elle sort l'album Love Songs avec le pianiste américain Brad Mehldau et rejoint ainsi le label indépendant Naïve.
En 2011, paraît son disque consacré à Berlioz Les Nuits d'été / Harold en Italie avec Les musiciens du Louvre-Grenoble dirigé par Marc Minkowski et Antoine Tamestit. La même année elle interprète à Francfort le rôle de Médée dans l'opéra de Marc-Antoine Charpentier.
En 2012 paraît son disque Sogno Barocco enregistré avec Sandrine Piau et l'ensemble Cappella Mediterranea dirigé par Leonardo García Alarcón.
Le 21 octobre 2013 paraît son album Douce France, consacré à la mélodie et à la chanson française de Debussy à Moustaki.

## Vie privée
Anne Sofie von Otter est la veuve du metteur en scène suédois Benny Fredriksson (en), qui s'est suicidé le 17 mars 2018 après avoir été injustement accusé de harcèlement sexuel.

## Distinctions
- 2013 : docteur honoris causa, Université Pierre-et-Marie-Curie (UPMC), Paris[2]

## Discographie

### Opéras
- Bartók : Le Château de Barbe-Bleue, dir. Bernard Haitink (1996) EMI
- Berlioz : La Damnation de Faust, dir. Myung-whun Chung (1998) Deutsche Grammophon
- Bizet : Carmen, dir. Philippe Jordan (2003) BBC/Arte
- Charpentier : Médée, dir. William Christie, extraits (2010) Archiv Produktion
- Gluck : Alceste, dir. Sir John Eliot Gardiner (1990) Philips
- Gluck : Iphigénie en Aulide, dir Sir John Eliot Gardiner (1990) Erato
- Gluck : Orphée et Eurydice, dir. Sir John Eliot Gardiner (1989) EMI
- Gluck : Alceste, dir. Sir John Eliot Gardiner (2008) EMI Classics (DVD)
- Haendel : Agrippina, dir. Sir John Eliot Gardiner (1997) Philips Classics
- Haendel : Ariodante, dir. Marc Minkowski (1999) Archiv
- Haendel : Giulio Cesare, dir. Marc Minkowski (2003) Archiv
- Haendel : Hercules, dir. Marc Minkowski (2002) Archiv
- Haendel : Serse, dir. William Christie (2004) Virgin Classics
- Humperdinck : Hänsel und Gretel, dir. Jeffrey Tate (1989/1990) EMI
- Massenet : Werther, dir. Kent Nagano (1997) Elektra
- Monteverdi : L'incoronazione di Poppea, dir. John Eliot Gardiner (1996) Archiv
- Monteverdi : L'Orfeo, dir. John Eliot Gardiner (1987) Archiv
- Mozart : La clemenza di Tito, dir. John Eliot Gardiner (1993) Deutsche Grammophon
- Mozart : Così fan tutte, dir. Georg Solti (1996) Decca
- Mozart : Idomeneo, dir. John Eliot Gardiner (1991) Deutsche Grammophon
- Mozart : Le nozze di Figaro, dir. James Levine (1992) Deutsche Grammophon
- Purcell : Dido and Æneas, dir. Trevor Pinnock (1989) Archiv
- Rachmaninov : Aleko, dir. Neeme Järvi (1997) Deutsche Grammophon
- Richard Strauss : Ariadne auf Naxos, dir. Giuseppe Sinopoli (2002) Deutsche Grammophon
- Richard Strauss : Der Rosenkavalier, dir. Bernard Haitink (1991) EMI
- Richard Strauss : Der Rosenkavalier, dir. Carlos Kleiber (1995) Deutsche Grammophon (DVD)
- Igor Stravinsky : The Rake's Progress, dir. John Eliot Gardiner (1999) Deutsche Grammophon
- Tchaïkovski : Eugène Onéguine, dir. James Levine (1988) Deutsche Grammophon

### Mélodies, lieder, chansons
- Berg : 7 frühe Lieder & Der Wein, dir. Claudio Abbado (1995) - Deutsche Grammophon
- Berlioz : Mélodies avec Cord Garben (piano) (1994) et Les Nuits d'été, dir. James Levine (1995) - Deutsche Grammophon
- Berlioz : Les Nuits d'été, dir. Marc Minkowski (2011) - Naïve
- Brahms : Lieder, avec Bengt Forsberg (piano) (1990) - Deutsche Grammophon
- Chaminade : Mots d'amour, avec Bengt Forsberg (piano) (2001) - Deutsche Grammophon
- Grieg : Songs/Lieder, avec Bengt Forsberg (piano) (1993) - Deutsche Grammophon
- Korngold : Rendezvous with Korngold, avec Bengt Forsberg (piano) et d'autres musiciens (1999) - Deutsche Grammophon
- Lidholm : Songs and Chamber Music, dir. Björn Sjögren (1996) - Caprice Records
- Mahler : Des Knaben Wunderhorn, avec Thomas Quasthoff, dir. Claudio Abbado (1999) - Deutsche Grammophon
- Mahler : Kindertotenlieder, dir. Pierre Boulez (2004) - Deutsche Grammophon
- Ravel : Shéhérazade, dir. Pierre Boulez (2002) - Deutsche Grammophon
- Schoenberg : Gurre-Lieder, dir. Simon Rattle (2002) - EMI
- Schubert : Lieder, avec Bengt Forsberg (piano) (1997) et Lieder with Orchestra, dir. Claudio Abbado (2003) - Deutsche Grammophon
- Schumann : Frauenliebe und -leben, avec Bengt Forsberg (piano) (1995) - Deutsche Grammophon
- Sibelius : Anne Sofie von Otter sings Sibelius, avec Bengt Forsberg (piano) - BiS
- Weill : Speak Low: Songs by Kurt Weill, dir. John Eliot Gardiner (1994) - Deutsche Grammophon
- Wolf : Spanisches Liederbuch , avec Olaf Bär (baryton) et Geoffrey Parsons (piano) (1995) - EMI
- Boldemann Gefors Hillborg, dir Kent Nagano (2008) - Deutsche Grammophon
- La Bonne chanson – French Chamber Songs, avec Bengt Forsberg (piano) et d'autres musiciens (1996) - Deutsche Grammophon
- Brahms / Schumann, avec Barbara Bonney (soprano), Kurt Streit (ténor), Olaf Bär (bayton), Helmut Deutsch et Bengt Forsberg (pianos) (1994) - EMI
- Douce France – chansons françaises (disc 1) and chansons (disc 2), avec Bengt Forsberg (piano) et d'autres musiciens (2013) - Naive
- Folksongs, avec Bengt Forsberg (piano) (2000) - Deutsche Grammophon
- Lieder / Mélodies by Beethoven, Meyerbeer, Spohr, avec Melvyn Tan (fortepiano) (2001) - Archiv
- Lieder by Wolf and Mahler, avec Ralf Gothóni (piano) (1989) - Deutsche Grammophon
- Love's Twilight – Late Romantic Songs by Berg, Korngold, Strauss, avec Bengt Forsberg (piano) (1994) - Deutsche Grammophon
- Mahler Zemlinsky Lieder, dir. John Eliot Gardiner (1996) - Deutsche Grammophon
- Mozart – Haydn: Songs & Canzonettas, avec Melvyn Tan (fortepiano) (1995) - Archiv
- Music for a While – Baroque Melodies (2004) - Deutsche Grammophon
- Terezín / Theresienstadt, avec Bengt Forsberg (piano), Christian Gerhaher, Gerold Huber (piano) et d'autres musiciens (2007) - Deutsche Grammophon
- Watercolours – Swedish Songs, avec Bengt Forsberg (piano) (2003) - Deutsche Grammophon
- Wings in the Night – Swedish Songs, mélodie de divers compositeurs suédois, dont Hugo Alfvén avec Bengt Forsberg (piano) (1996) - Deutsche Grammophon

### Arias
- Anne Sofie von Otter sings Offenbach, dir. Marc Minkowski – Deutsche Grammophon
- Baroque Arias, de Haendel, Monteverdi, Roman et Telemann, avec le Drottningholm Baroque Ensemble – Proprius
- Lamenti, compositions de Monteverdi, Vivaldi, Purcell, Bertali, Legrenzi, Musica Antiqua Köln, dir. Reinhard Goebel - Archiv
- Marian Cantatas & Arias, de Haendel, Musica Antiqua Köln, dir. Reinhard Goebel - (1994) Archiv
- Ombre de mon amant, arias baroques français, dir. William Christie – Archiv
- Opera Arias de Gluck, Haydn et Mozart, dir. Trevor Pinnock – Archiv

### Oratorios, symphonies
- Bach : Passion selon saint Matthieu, English Baroque Soloists, dir. Sir John Eliot Gardiner - Archiv
- Bach : Passion selon saint Matthieu, Chicago Symphony, dir. Sir Georg Solti ; avec Kiri Te Kanawa, Anthony Rolfe Johnson, Tom Krause, Hans Peter Blochwitz, Glen Ellyn Children's Chorus, Chicago Symphony Chorus - Decca
- Beethoven : Symphonie n° 9, avec Luba Orgonasova, Anthony Rolfe Johnson, Gilles Cachemaille, le Monteverdi Choir et l'Orchestre Révolutionnaire et Romantique, dir. Sir John Eliot Gardiner - Archiv
- Berlioz : L’Enfance du Christ, avec José van Dam, Gilles Cachemaille, Jules Bastin, Monteverdi Choir, Orchestre de l’Opéra de Lyon, dir. John Eliot Gardiner 2 CD Erato 1988
- Maurice Duruflé : "Requiem", dir. Michel Plasson - EMI
- Saint-Saëns : Oratorio de Noël avec Britt-Mari Aruhn, Ing-Mari Landin, Erland Agegård, Ulf Lundmark, Musicians,The Mikaeli Chamber Choir, dir. Anders Eby - Proprius Musik AB 1981 report 1994.
- Elgar: The Dream of Gerontius, avec Alastair Miles et David Rendall, London Symphony Orchestra, dir. Sir Colin Davis - LSO
- Haendel : Jephtha, avec Michael Chance, Lynne Dawson, Stephen Varcoe, English Baroque Soloists, dir. Sir John Eliot Gardiner - Decca
- Haendel : Messiah, avec Arleen Auger, Michael Chance, Howard Crook, John Tomlinson, The English Concert, dir. Trevor Pinnock - Archiv
- Haendel : Messiah, avec Sylvia McNair, Michael Chance, Jerry Hadley, Robert Lloyd, et l'Academy of St Martin in the Fields, dir. Sir Neville Marriner - Philips
- Kagel : Sankt-Bach-Passion, dirigé par le compositeur - Naïve
- Mahler : Symphonie No. 3, dir. Pierre Boulez – Deutsche Grammophon
- Mozart : Requiem: Barbara Bonney, Anne Sofie von Otter, English Baroque Soloists, Monteverdi Choir, dir. John Eliot Gardiner - Archiv
- Mozart : Messe en ut mineur, avec Barbara Bonney, Anne Sofie von Otter, English Baroque Soloists, Monteverdi Choir, dir. Sir John Eliot Gardiner - Philips
- Schubert : Rosamunde, avec le Chamber Orchestra of Europe, dir. Claudio Abbado - Deutsche Grammophon

### Autres albums
- Home for Christmas, (1999) - Deutsche Grammophon
- For the Stars, un recueil de chansons rock et pops (Brian Wilson, Andersson–Ulvaeus et Lennon/McCartney), avec Elvis Costello et Svante Henryson (2001) - Deutsche Grammophon
- Sculthorpe : Island Dreaming, avec le Brodsky Quartet (2001) - Challenge Records
- I Let the Music Speak – Chansons du groupe suédois ABBA, notamment Money, Money, Money et The Winner Takes It All (2006) - Deutsche Grammophon
- Noël, avec Bengt Forsberg (2006) - Deutsche Grammophon
- Love Songs, avec Brad Mehldau (2010) - Naïve
- Ottorino Respighi: Il tramonto, avec le Brodsky Quartet – Vanguard